# Gmina Shkrel
Gmina Shkrel (alb. Komuna Shkrel) – gmina  położona w północno-zachodniej części kraju. Administracyjnie należy do okręgu Malësi e Madhe w obwodzie Szkodra. Jej powierzchnia wynosi 29 720 ha. W 2012 roku populacja wynosiła 6040 mieszkańców.
W skład gminy wchodzi dwanaście miejscowości: Bogë, Bzhetë, Bzhetë-Makaj, Dedaj, Doç-Rrepisht, Kokë-Papaj, Lohe e Sipërme, Qafë-Gradë, Reç, Vrith, Vuç-Kurtaj, Zagorë.